# Hahnstätten
Hahnstätten é um município da Alemanha localizado no distrito de Rhein-Lahn, estado da Renânia-Palatinado.
É membro e sede do Verbandsgemeinde de Hahnstätten.